# Nigel Playfair

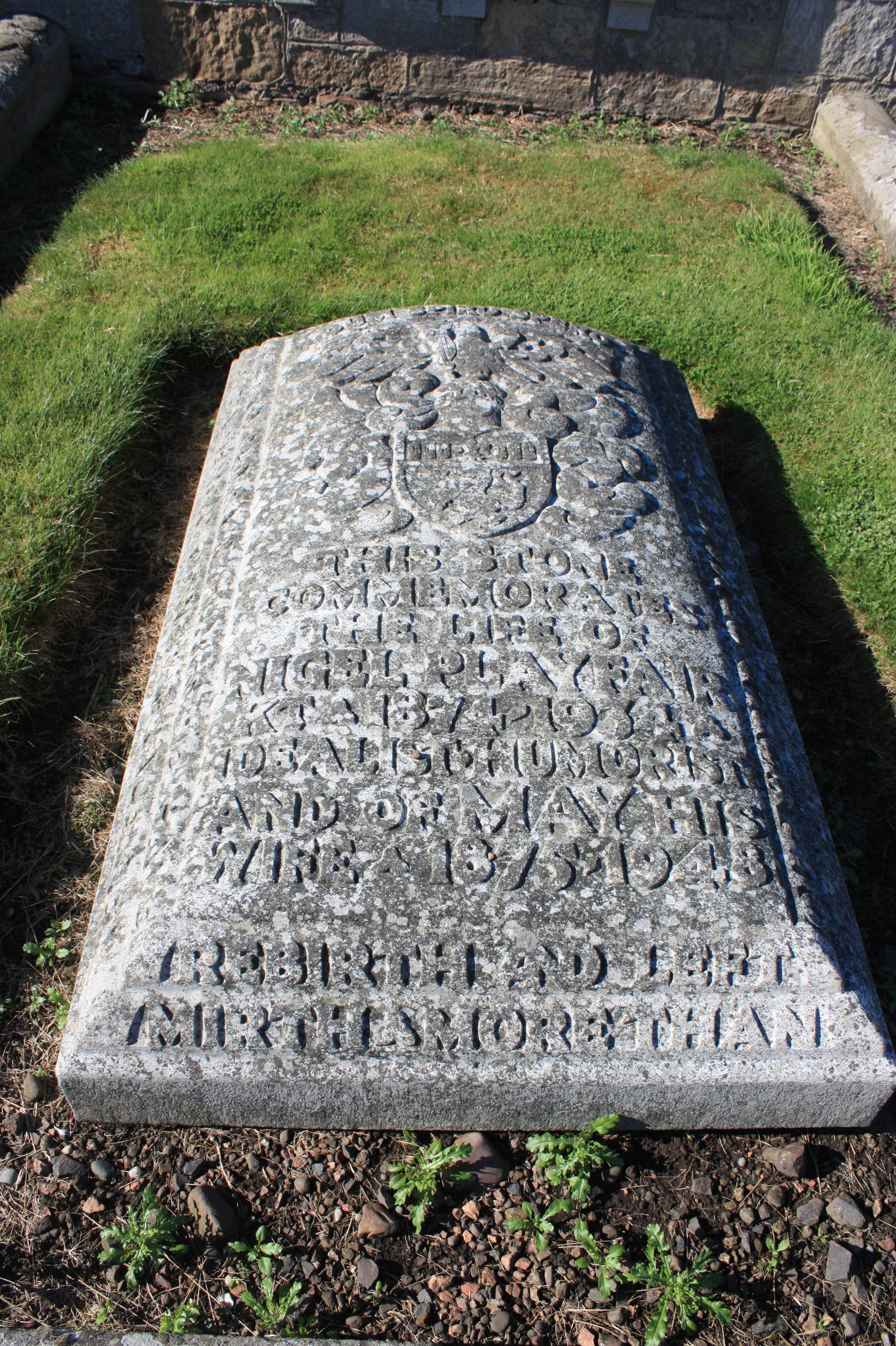
Tumba de Nigel Playfair, Cementerio Eastern, St Andrews

Nigel Playfair (1 de julio de 1874 – 19 de agosto de 1934) fue un actor y director teatral de nacionalidad británica, conocido por su trabajo al frente del Teatro Lyric, en Hammersmith, Londres, en los años 1920. 

## Biografía
Su nombre completo era Nigel Ross Playfair, y nació en Londres, Inglaterra, siendo sus padres William Smoult Playfair y Emily Kitson,. Educado en la Harrow School y en el University College, en Oxford, destacó con la producción londinense de la obra The Way of the World, de William Congreve, llevada a escena en 1904 por la Mermaid Society. Veinte años después dirigió una versión en el Teatro Lyric con Edith Evans como Millamant (1924). 
También produjo la obra de Shakespeare Como gustéis, representada en la noche inaugural del Festival Shakespeare en Stratford-upon-Avon en abril de 1919, y llevada después al Teatro Lyric en abril de 1920. Los críticos ridiculizaron el decorado y vestuario poco convencionales de Claud Lovat Fraser, pero el estudioso de Shakespeare Sylvan Barnet dijo que era la "primera producción moderna" de la obra, reconociéndose más adelante su diseño como innovador.
Playfair habría sido una de las más destacadas influencias en la emisión de Shakespeare llevada a cabo por la BBC en 1923, la primera de la cadena. Siguió trabajando como productor de la BBC algunos años, y habría hecho escribir a Richard Hughes el primer radioteatro de la historia, Danger, emitido el 15 de enero de 1924. 
Además, Playfair actuó en unas pocas producciones cinematográficas en los últimos años de su vida.
En el año 1928 fue nombrado Knight Bachelor. La National Portrait Gallery, en Londres, tiene entre sus fondos una caricatura de Sir Nigel Playfair dibujada a pluma por Harry Furniss.
Nigel Playfair falleció en Londres, Inglaterra, en 1934. Fue enterrado en el Cementerio Eastern Cemetery, en Saint Andrews, cerca de otros miembros de su familia. Su esposa, May Martyn (1875-1948), descansa a su lado.

## Publicaciones
- Playfair escribió dos volúmenes de memorias sobre el Teatro Lyric:
- The Story of the Lyric Theatre, Hammersmith (Londres: Chatto & Windus 1925) con Arnold Bennett y A. A. Milne.
- Hammersmith Hoy. A Book of Minor Revelations (Londres: Faber and Faber 1930).
- Su pieza teatral When Crummles Played, escrita a partir de los personajes de la obra de Charles Dickens Nicholas Nickleby, se estrenó en el Garrick Theatre el 1 de octubre de 1928.

## Filmografía seleccionada
- Sunken Rocks (1919)
- Perfect Understanding (1933)
- Crime on the Hill (1933)
- The Lady Is Willing (1934)
- Little Stranger (1934)